# 海人马

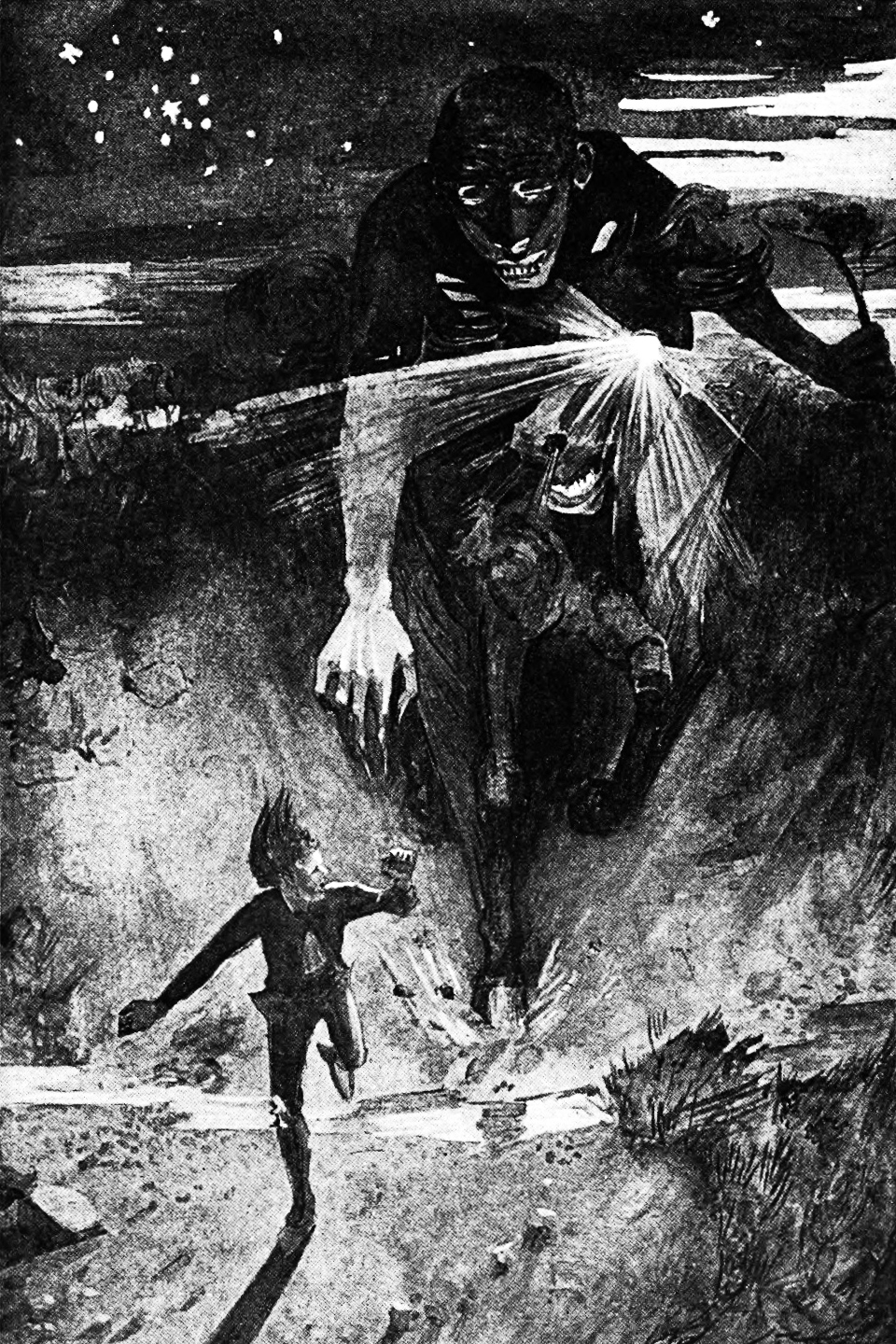
海人马追逐岛民，詹姆斯·托伦斯绘

海人马又译纳克拉维（英語：或），是奥克尼人神话传说中融马和人类特征于一身的马状恶魔。海人马源自北欧神话，英国民俗学家凯瑟琳·布里格斯认为它是苏格兰北方群岛所有传说中“最令人厌恶”的恶魔。据称，海人马的呼吸能导致农作物枯萎，牲畜生病，虽然主要是在海中活动，但却会在陆地上引发旱情和瘟疫。
奥克尼群岛有一人自称遭遇海人马后逃脱，并详细叙述怪物形象，相应画像随之诞生，但不同来源对海人马外貌的描述大相径庭。与其他许多海怪一样，海人马也不能忍受淡水，所以遭其追杀的人需跑过河流才能脱身。仅有奥卡多神话中的古老神灵海洋之母能够在一定程度上控制海人马，但也只是在夏季禁止它出现。
奥克尼民俗受到斯堪的纳维亚民俗的显著影响，海人马有可能是凯尔特神话中水马和诺斯人传说中另一种生物的混合体。岛民在历史上曾经遇到各种无法理解的事情，海人马这类传说中的恶毒生物可能就是为了提供解释。

## 词源
19世纪下半叶，人们对转录民俗的兴趣激增，但因记录者使用的拼写不一，很多辞汇英语化，导致同一事物会有不同的名称。海人马的英语源自奥克尼方言，据奥克尼群岛居民、19世纪民俗学家沃尔特·特雷尔·丹尼森（Walter Traill Dennison）所述，这个词意为“海洋恶魔”。设德兰把海人马称作，是脾气恶劣的海中恶魔。19世纪上半页古文物研究学者塞缪尔·希伯特-韦尔（Samuel Hibbert-Ware）认为，英语开头的与（“老尼克”）中的同源，老尼克在基督教信仰中有时用于称呼魔鬼，同时还可能源自拉丁语“necare”，意为杀戮。

## 民间信仰

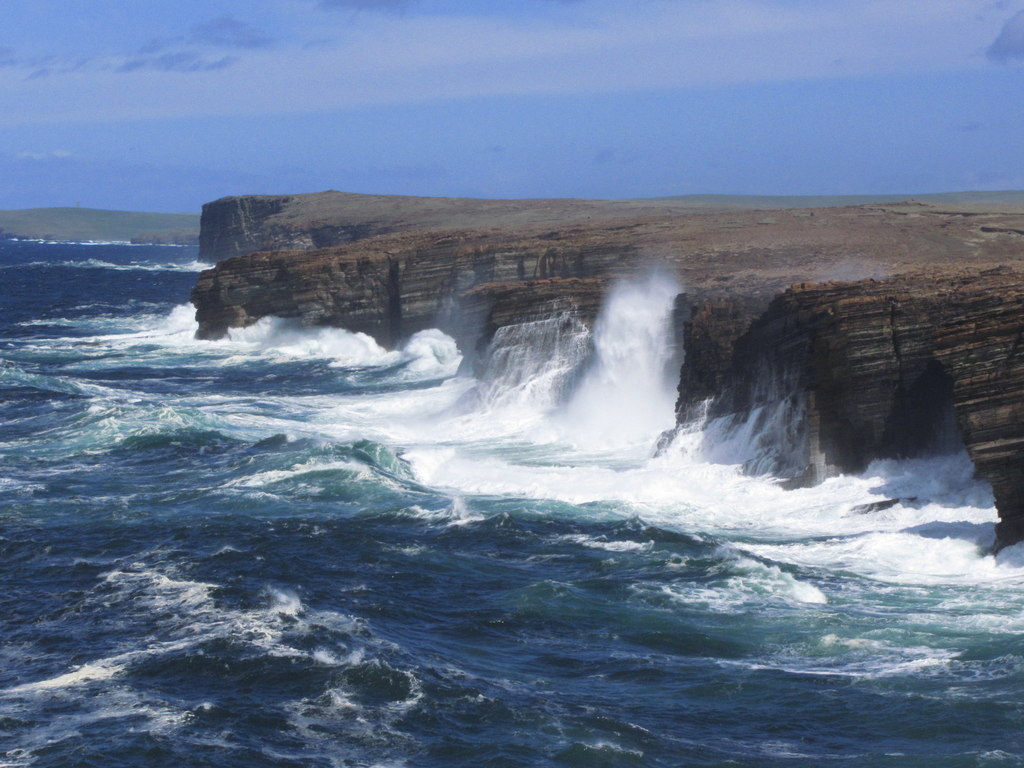
海人马在奥克尼周边波涛汹涌的海洋生活

### 记载和共同特点
早在16世纪，乔·本（Jo Ben）的拉丁语手抄本就曾记载奥克尼人神话传说中恶魔的故事，其中涉及奥克尼群岛斯特朗賽島的恶魔应该就是海人马。丹尼森将大量有关奥克尼民间传说的可用信息转录，但在把信息汇编成文章的过程中修改故事部分内容，一定程度上让这些传说浪漫化和体系化。
海人马是神话中的海洋生物，上岸后形似马状恶魔。作家兼民俗学家欧内斯特·马威克（Ernest Marwick）认为它与挪威水妖、设德兰水马和凯尔派非常相似。海人马是外形独特的独居生物，拥有强大的邪恶力量，其恶行能影响整个群岛。岛民非常害怕这种生物，一旦说出它的名字就会马上祈祷。海人马经常在海滩附近现身，但下雨时绝不上岸。
没有任何传说或文献记载海人马在海中的形态，但它在陆地上的外形已经有详细图解。岛上居民塔玛斯（Tammas）自称曾与海人马搏斗后生还，并在丹尼森的反复诱导下不情愿地描绘怪兽长相，这也是至今有关海人马仅有的第一手资料。据塔玛斯所述，海人马看上去就像男人的躯干附在马背上，仿佛有人骑马。躯干上没有双腿，但却能在马背顶部直接用手触及地面，马腿上有鳍状附属物。人形躯体的头很大并来回摆动，直径可能达到90厘米。塔玛斯还称他遇到的海人马有两个头，其中马头张开巨大的嘴巴并散发有毒气体，只有一只眼睛但同样非常大，仿佛红色烈焰。他的讲述还涉及一处特别令人毛骨悚然的细节：海人马没有皮肤，可以直接看到黑色血液在黄色静脉中流动，苍白的肌腱和健壮的肌肉清晰可见，仿佛会随脉搏跳动的肿块。其他传说或文献认为海人马类似半人马，但不同来源的具体描述大相径庭。丹尼森只是声称怪物有男人的头，“嘴巴像猪一样突出”。马威克的记载是单头和红色独眼，并借用塔玛斯的说法描述怪物的嘴“就像鲸那么大”。
据称，海人马能引发瘟疫和旱情，呼出的气体会导致农作物枯萎，牲畜生病。1722年，斯特朗赛岛开始焚烧海藻来获取纯碱，主要用于中和酸性土壤，并随时代发展开始在肥皂和玻璃制造业发挥重要作用。根据江湖传言，焚烧过程散发的刺鼻烟雾激怒海人马，导致瘟疫横行，大量牛病死，庄稼受损。海人马还令斯特朗赛岛的马感染致命的“摩塔申病”（mortasheen，即现在所称的马鼻疽），表示它的愤怒，以及对岛民焚烧海藻的报复，疾病后来还传染到所有参与海藻焚烧的岛屿。此外，传说还称海人马能令当地长时间异常少雨，导致水资源短缺，庄稼欠收。

## 局限
海人马是苏格兰群岛及周边地区最恶毒的恶魔，没有任何能够改善该形象的行为或特征。仅有奥卡多神话中的古老神灵海洋之母能够在一定程度上控制海人马，但也只是在夏季禁止它出现。与传说中的其他海怪类似（仅有凯尔派和设德兰水马可能例外），海人马无法跨越流动的淡水，所以遭其追杀的人如果能及时跑过河流便能逃脱。塔玛斯声称他在逃跑时意外踩到旁边的湖水，溅向海人马的湖水暂时引开怪物注意，于是他借机跑向附近的淡水河道并跳到对面，逃脱怪物追杀。

## 起源
岛民在历史上曾经遇到各种无法理解的事情，传说中的恶毒生物可能就是为了提供解释，奥克尼周边的海洋波涛汹涌，不断变化，由此产生的各种自然现象成为许多古老神话的基础。现存奥克尼神话传说受到斯堪的纳维亚神话的显著影响，并与凯尔特人民间传说混合，所以海人马可能是凯尔特神话中水马和诺斯人传说中另一种生物的混合体。

### 脚注
1. 1 2  Briggs (2002)，第68頁.
2. ↑  Monaghan (2009)，第ix, xi, xv頁.
3. 1 2 3  The Nuckelavee – Devil o' the Sea.
4. 1 2 3  Traill Dennison (1891)，第131頁.
5. 1 2 3 4 5 6  Marwick (2000)，第23頁.
6. ↑  Hibbert (1891)，第233頁.
7. ↑  Jo Benn's 1529 Description of North Ronaldsay.
8. ↑  Withers (2001)，第48頁.
9. ↑  Jo Ben's "Descriptions of Orkney".
10. ↑  Jo Ben's 1529 "Descriptions of Orkney".
11. ↑  The Finnfolk.
12. ↑  Marwick (2000)，第205頁.
13. ↑  Westwood & Kingshill (2012)，第387頁.
14. 1 2 3 4 5 6  Traill Dennison (1891)，第132頁.
15. 1 2 3  Marwick (2000)，第22頁.
16. ↑  Briggs (2002)，第67頁.
17. ↑  Douglas (2010)，第125頁.
18. 1 2  Traill Dennison (1891)，第133頁.
19. 1 2  Westwood & Kingshill (2012)，第388頁.
20. ↑  Mack & Mack (2010)，第57頁.
21. ↑  The kelp industry.
22. ↑  Whale oil uses.
23. ↑  mortercheyn.
24. ↑  Fenton (1997)，第61頁.
25. ↑  Bane (2013)，第252頁.
26. ↑  Briggs (2002)，第53頁.
27. ↑  Traill Dennison (1890)，第70頁.
28. ↑  The Sea in Orkney Folklore.
29. ↑  Marwick (2000)，第19頁.
30. ↑  Westwood & Kingshill (2012)，第ix頁.
31. ↑  Muir (2014)，第10頁.

### 网页
- , Orkneyjar.com,   [2020-07-05], （原始内容存档于2019-12-20）
- , Orkneyjar.com,   [2020-07-11], （原始内容存档于2020-07-08）
- , Orkneyjar.com,   [2020-07-11], （原始内容存档于2019-08-13）
- , Scran,   [2020-07-11], （原始内容存档于2018-02-08）
- , Orkneyjar.com,   [2020-07-11], （原始内容存档于2019-12-21）
- Jennings, Andrew, , University of the Highlands and Islands,   [2014-10-23], （原始内容存档于2014-10-23）
- , Scapa Flow Landscape Partnership Scheme,   [2016-06-05], （原始内容存档于2016-06-05）
- , Scran,   [2020-07-11], （原始内容存档于2019-12-22）
- . Dictionary of the Scots Language. Scottish Language Dictionaries. 2004  [2020-07-11]. （原始内容存档于2019-08-13）.